# Carbona (bướm đêm)
Carbona  là một chi bướm đêm thuộc họ Noctuidae.